# STK35L1
STK35L1‏ (Serine/threonine kinase 35) هوَ بروتين يُشَفر بواسطة جين STK35L1 في الإنسان.